# ضیافت شام
ضیافت شام به مهمانی مفصل همراه با صرف شام خطاب می‌شود که معمولاً برای یک مناسبت خاص یا در انتهای یک گردهمایی مهم برگزار می‌شود. در ضیافت شام علاوه بر خوراک اصلی، معمولاً نوشیدنی‌های فراوان و دسر نیز سرو می‌شود. حضور در یک ضیافت شام معمولاً برای عموم آزاد نیست و مهمانان پیشاپیش توسط میزبان به مجلس و ضیافت شام دعوت می‌شوند. در فرهنگ ایرانی مهمانی عروسی و ولیمه (مثلاً برای جشن پس از بازگشت از سفرهای مذهبی) غالباً یک ضیافت شام است.

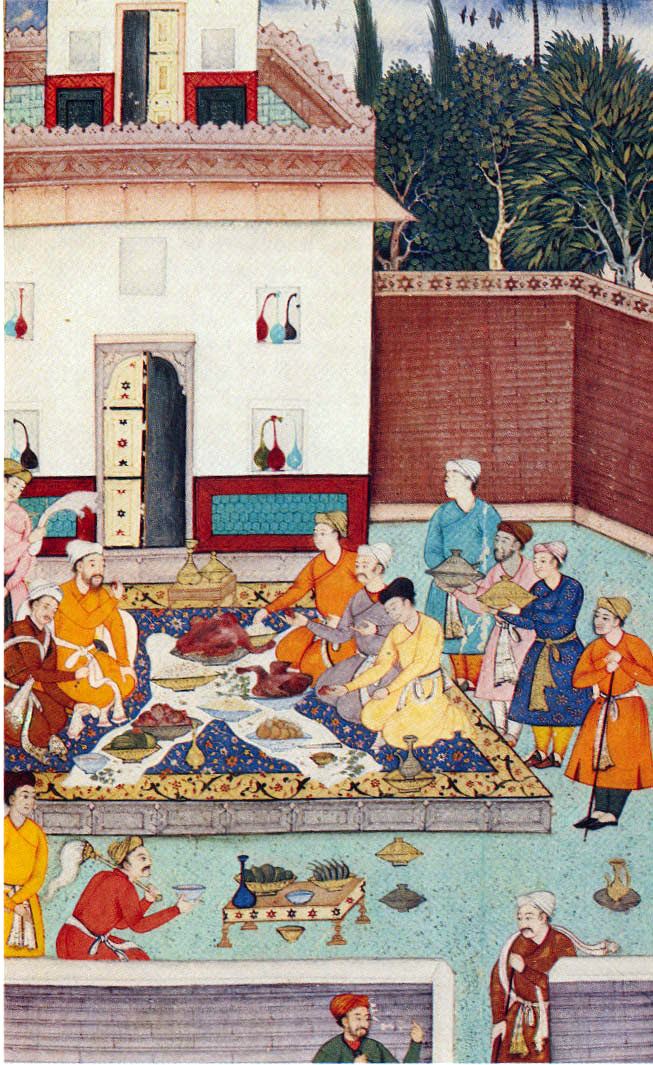
ضیافت شام بابر